# オランダの七つの教訓
『オランダの七つの教訓』（オランダのななつのきょうくん、原題・Nederlands in Zeven Lessen）は、1948年に製作されたオランダ映画。日本未公開。オードリー・ヘプバーンの映画デビュー作品である。

## 概要
オードリー・ヘプバーンがまだイギリスに渡る前の、オランダにいた時代に撮影された映画である。オードリー・ヘプバーンはKLM航空のスチュワーデス役で登場する。
日本未公開のため邦題が決まっておらず、また内容も正確にはわからないため、仮題で『オランダの七つの教訓』以外に『七日間のオランダ語』『オランダに関する七章』『7回で学ぶオランダ語』などとも呼ばれる。
全世界でビデオもDVDもまだ発売されていないが、日本では過去に『驚きももの木20世紀』（テレビ朝日、1993年7月30日放送分「妖精ヘプバーンの謎」）と『世界・ふしぎ発見!』（TBS、2013年10月12日放送分「没後20年　オードリー･ヘップバーン『二つの手』世界が恋した妖精の愛の贈り物」）で2回、この作品の一部がテレビで放映された。

## あらすじ
イギリス人カメラマン、ジョージは、わずか1週間でオランダを紹介する映画を撮影しなければならないが、街で美しいオランダ娘のオードリーを見つける。彼女はKLM航空のスチュワーデスだった。そして彼女はジョージにKLM航空を案内する。

## 製作
1947年後半のアムステルダムで2人のオランダ人制作者、監督のシャルル・ユグノー・ファン・デル・リンデン (nl:Charles Huguenot van der Linden) と仲間のヘンリク・M・ヨセフスンは、イギリス人のアーサー・ランクが資金提供をしていたランク社のためにオランダを舞台にした低予算の旅行案内映画を作っていた。しかしランクの資金繰りがうまくいかなくなったので、オランダの映画会社との契約は打ち切りになった。そのためヘンリク・M・ヨセフスンとシャルル・ユグノー・ファン・デル・リンデンの手元にはオランダを撮ったフィルムが何千フィートも残ってしまった。しかし彼らは映画の中に映画を作ることを思いついた。紀行映画を撮るために、あるカメラマンが1週間与えられて、オランダの航空写真を撮ってくるというシナリオを作った。
ワム・ヘスケス (nl:Wam Heskes) 以外の出演者は全員プロの役者ではなく、その中にKLM航空のスチュワーデスを演じる18歳のオードリー・ヘプバーンもいた。ヘプバーンはワム・ヘスケスを飛行機に案内する役であった。
この映画にオードリー・ヘプバーンが出ることになったのにはいくつもの説がある。当時ヘプバーンがバレエを習っていたソニア・ガスケルのスタジオに2人の製作者がやってきて即座に「大きな目を持つ背の高い痩せた女の子」に決めたという説、ヘプバーンが母エラ・ファン・ヘームストラと一緒にファン・デル・リンデンのオフィスにやってくると、面接で話すヘプバーンを見ていたファン・デル・リンデンがヨセフスンに電話をかけて「例の女の子はもう探さなくていい、向こうから来てくれたからね。夢が歩いてくるのを見たことがあるかい？私は見たよ」と言ったという説、ファン・ヘームストラ家とファン・デル・リンデン家が既知の間柄で、ヘプバーンを監督に引き合わせたという説、母エラとKLM航空の重役に知り合いがいた、などである。
ファン・デル・リンデンは、面接でかわいいプリントのドレスと手袋と帽子を着けていたヘプバーンを外に連れ出して、通りを横切ってカメラの方に歩いてくるようスクリーン・テストをしたが、その映像も映画の中で使われた。撮影は3日ほどしかかからなかったが、撮影当時18歳のヘプバーンは、映画に出られたこと、報酬として50ギルダーをもらえたことを非常に喜んだ。
試写はヘプバーン19歳の誕生日の3日後、1948年5月7日に行われた。この作品には79分のオランダ語のオリジナル版と、39分に短縮された英語版の両方が現存している。ヘプバーンのセリフはオランダ語だったので、英語版では削られている。
オードリー・ヘプバーンは1948年5月8日号のオランダの雑誌「De Beiaard der Lage Landen」誌で早くも世界で初めての表紙を飾る。この映画のスクリーン・テストの際の写真が使われた。
これは退屈で陳腐な映画で、ハンデルスプラット誌では「傑作とは言いがたい」と批評され、興行は英国でもオランダでも失敗した。英語の39分バージョンは当時のメインの作品を補う短編映画として上映された。
のちに、ヘプバーンを発見したのはイギリスやハリウッドの映画関係者ではなく自分であったとファン・デル・リンデンは語っており、ヘンリク・M・ヨセフスンは「彼女は内側から小さな太陽の光があふれているような、そんな女の子でした」と語ったと伝えられている。

## キャスト
- ジョージ（カメラマン/ナレーター）：ワム・ヘスケス（通名：クース・クーン）
- KLMパイロット：A・フィルリー
- KLMスチュワーデス、オードリー：オードリー・ヘプバーン
- その他の出演者：ハン・ベンツ・ヴァン・デン・バー (nl:Han Bentz van den Berg)